# Пам'ятки архітектури Липоводолинського району
У Липоводолинському районі Сумської області на обліку перебуває 3 пам'ятки архітектури.
| №  | Назва               | Дата спорудження | Місце                                |
| -- | ------------------- | ---------------- | ------------------------------------ |
| 1. | Волосне правління   | 1890             | смт. Липова Долина, вул. Леніна, 15. |
| 2. | Волосне правління   | 1890             | с. Русанівка.                        |
| 3. | Миколаївська церква | 1810 – 1849      | с. Русанівка.                        |
|    |                     |                  |                                      |